# Jurassic Park (romanzo)
Jurassic Park è un romanzo di fantascienza di Michael Crichton pubblicato nel 1990.
A seguito del successo del romanzo, nel 1993 ne è stato tratto un omonimo film dagli incassi multimilionari, diretto da Steven Spielberg come pure la trasposizione del seguito del romanzo, Il mondo perduto, il film Il mondo perduto - Jurassic Park (1997).
A dispetto del titolo, fra le sedici specie di animali preistorici citati nel romanzo solo quattro vissero nel Giurassico.

## Trama

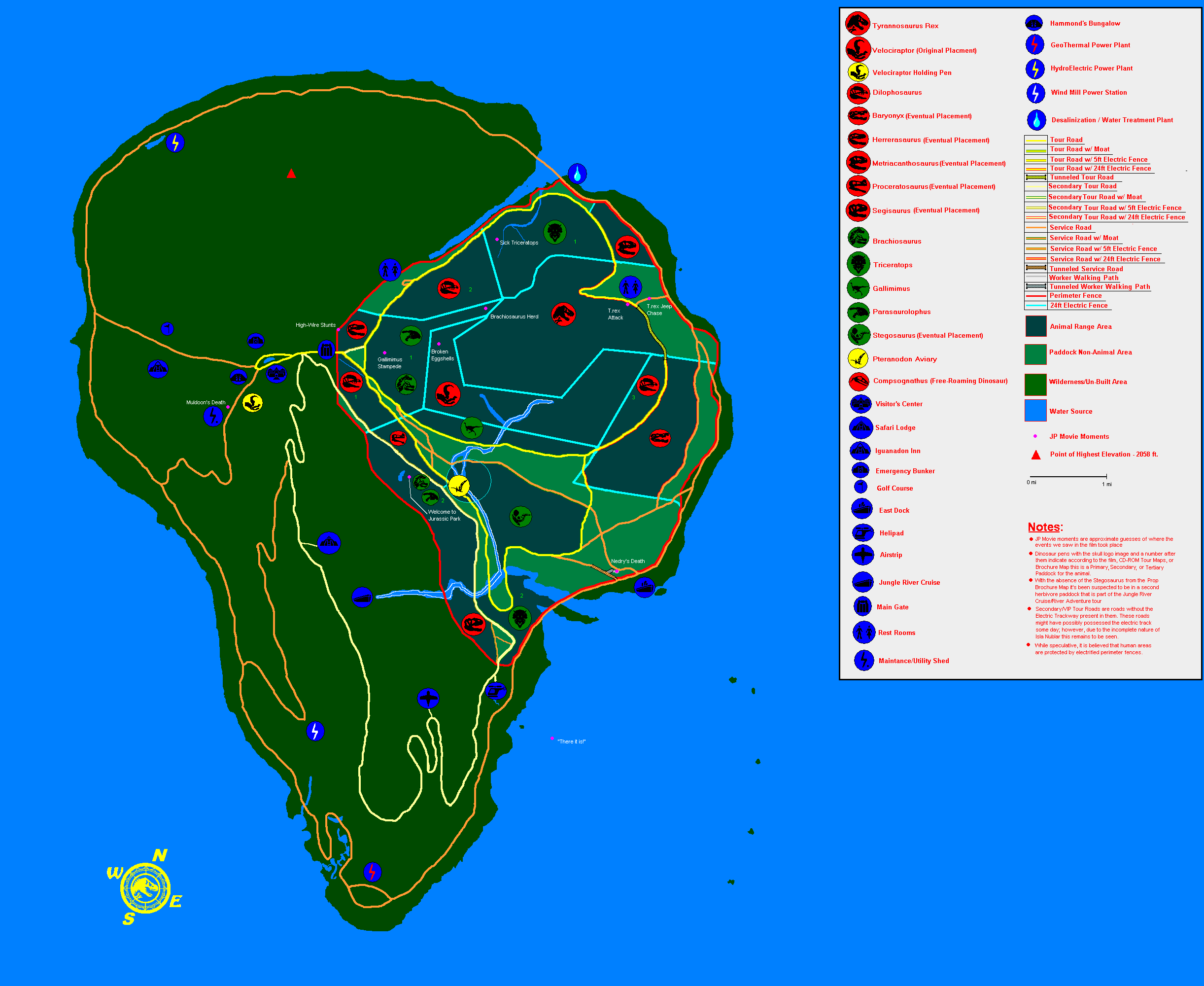
Una mappa dell'Isla Nublar, in cui è ambientato il romanzo

(tratto da Jurassic Park)

### Prima iterazione
(Ian Malcolm)
In un villaggio marittimo della Costa Rica, Roberta "Bobbie" Carter, una dottoressa statunitense, presta impegnative cure mediche a un operaio locale impiegato presso la vicina e misteriosa Isla Nublar, dove pare che qualcuno stia costruendo un nuovo tipo di villaggio turistico di alto livello.
Carter rimane sconcertata nel vedere che l'operaio sembri essere stato sbranato da un animale predatore, cosa insolita in un cantiere, e rimane ulteriormente perplessa quando Edward Regis, responsabile delle relazioni pubbliche del parco in costruzione, tenta di nascondere le vere cause dicendo che l'operaio è stato schiacciato da una ruspa in un incidente. L'uomo pronuncia la parola "raptor" prima di morire per la gravità della ferita. La dottoressa si informa presso la gente del posto, e scopre che tra i costaricani vi è una leggenda che parla degli hupia, strani mostri che rapiscono i bambini. Tuttavia, pensa che si tratti di qualcosa di più, qualcosa che le sfugge.
Poco tempo dopo, sempre in Costa Rica, in una spiaggia isolata, una bambina statunitense, Christina Bowman, viene aggredita da una strana lucertola alta trenta centimetri, che la ferisce anche se non gravemente, viene curata e rimessa in sesto dal dottor Cruz, e poi dal dottor Marty Gutierrez, il quale tranquillizza i genitori dicendo che la creatura è molto probabilmente una delle molte specie sconosciute di animali che popolano le giungle dell'America centrale, forse un basilisco.
Tuttavia, insospettito, si reca sulla spiaggia dove la bambina è stata aggredita, e rinviene un esemplare che corrisponde alla descrizione fornita. Ha la conferma che si tratta di una sorta di lucertola, come la bambina aveva detto, con tre dita, contrariamente alle altre specie di lucertole che ne hanno solitamente cinque. Deciso a scoprirne di più, per scongiurare il rischio di epidemie ai danni dell'uomo, invia l'esemplare al laboratorio di Edward Simpson, un esperto di zoologia e malattie tropicali di New York. Il corpo dell'animale viene analizzato dall'assistente del professore, Richard Stone, il quale lo identifica come Basiliscus amorata con anomalie genetiche, ma innocuo per l'uomo.

### Seconda iterazione
(Ian Malcolm)
Alan Grant, paleontologo di fama mondiale e docente all'Università di Denver, e la sua collaboratrice, Ellie Sattler, una paleobotanica fresca di laurea, stanno lavorando su uno scavo di fossili di adrosauri nel Montana quando ricevono la visita di Bob Morris, avvocato di un celebre ente di protezione ambientale.
Il legale informa Grant di sapere che John Hammond, tramite la Fondazione Hammond, finanzia i suoi scavi con trentamila dollari l'anno, e gli domanda se sa qualcosa circa le attività sospette che pare lo coinvolgano nella Costa Rica, e che forse hanno a che fare con i dinosauri. Sembra infatti che da qualche parte al largo delle coste, Hammond stia mettendo in piedi un centro di ricerche dotato di potenti supercomputer, sequenziatori di DNA, intricati sistemi di sicurezza, e che stia lavorando su campioni di ambra, qualche frammento di fossile, e particolari gomme sintetiche capaci di replicare al meglio il guscio di un uovo. Grant non sa nulla di questo progetto, ma rivela che anni prima, intorno al 1984, era stato contattato da un avvocato, tale Donald Gennaro, che gli aveva richiesto di tutto circa i dinosauri, dalle nozioni acquisite circa la loro dieta fino alla complessità del loro comportamento sociale.
Poco tempo dopo, il paleontologo viene contattato dallo stesso John Hammond, che lo convince a visitare la sua isola in Costa Rica, Isla Nublar, affinché possa valutare per primo le attrazioni per turisti che ha realizzato. Grant si reca in elicottero sul posto insieme a Sattler, Hammond, Donald Gennaro, rappresentante degli investitori, legali statunitensi e consorzi giapponesi, che hanno investito nella InGen, e l'eccentrico matematico texano Ian Malcolm. Grant e Sattler rimangono letteralmente sbigottiti quando, giunti a Isla Nublar, vedono con i propri occhi che la InGen, grazie alla clonazione, ha popolato l'isola con dinosauri e ne ha modificato l'ecologia introducendo specie vegetali del periodo mesozoico. 

### Terza iterazione
(Ian Malcolm)
Presso Isla Nublar, dove in rigorosissimo segreto la InGen ha realizzato il "Jurassic Park", tutto sembra perfetto e sotto un assoluto controllo: Henry Wu, giovane e brillante genetista, si occupa della creazione dei dinosauri, tutti di sesso femminile e dipendenti dall'amminoacido lisina (in tal modo non possono procreare e nemmeno lasciare Isla Nublar e sopravvivere). Wu in particolare sostiene di aver creato diversi procompsognati perché svolgano la funzione di "spazzini": i dinosauri in questione smaltirebbero per loro le carcasse e le deiezioni. John Arnold, celebre ingegnere informatico, ha il controllo dei sistemi informatici, mentre Dennis Nedry è il creatore di tutti i sistemi tecnologici del parco. A capo della sicurezza, con il compito di garantire l'incolumità dei turisti, vi è l'esperto guardiacaccia Robert Muldoon.
Nonostante ciò, Ian Malcolm, sulla base della teoria del caos, deduce una forte possibilità che il Jurassic Park fallirà in breve, sostenendo perfino l'ipotesi che i dinosauri siano già fuggiti dall'Isla Nublar, suscitando la collera di Hammond. Grant e Sattler sono d'accordo con lui, sostenendo che i dinosauri siano creature di cui si conosce ancora troppo poco, e che la vegetazione sull'isola, composta da piante velenose, rappresenti un pericolo ulteriore per l'essere umano.
Durante una prima escursione, condotta su fuoristrada comandati da remoto, i primi turisti, tra i quali vi sono i nipoti di John Hammond, Timothy e Alexis Murphy, vedono di persona alcuni tra i più celebri generi di dinosauro, tra i quali il Tyrannosaurus rex, e ne rimangono notevolmente impressionati. A sorpresa, scorgono un animale al di fuori del recinto e smontano dalle macchine per assistere, insieme al veterinario Gerry Harding, uno stegosauro malato, che pare abbia mangiato una pianta tossica, il Melia azedarach, nonostante il parere contrario degli esperti al Centro Visitatori. Nello stesso luogo in cui lo stegosauro soffre, Grant e Malcolm rinvengono un nido di uova di velociraptor, e informano della scoperta, tramite la radio, il Centro Visitatori. Grant intuisce per la prima volta che, tramite la clonazione, i dinosauri siano stati alterati tramite l'innesto nel loro DNA di componenti genetiche di anfibi.
Tramite John Arnold, il Centro Visitatori compie un accurato censimento dei dinosauri in tutta Isla Nublar, e con sgomento viene certificata la presenza di duecentonovantadue esemplari, contro i duecentotrentotto previsti. All'improvviso, però, un pericolo terrificante si abbatte sull'intera isola dei dinosauri: la corrente viene disinserita ovunque, e le comunicazioni vengono interrotte. L'intero sistema gestito dai computer cessa di funzionare, proprio mentre un temporale sta per abbattersi sull'isola.

### Quarta iterazione
(Ian Malcolm)
Dennis Nedry, l'ingegnere informatico che ha realizzato il sistema informatico e telefonico del Jurassic Park, disattiva il sistema da lui creato e interrompe le comunicazioni, sfruttando un margine di alcuni minuti di vuoto per rubare i campioni genetici delle quindici specie di dinosauri clonati. Nedry è stato corrotto da Lewis Dodgson, un importante dirigente della Biosyn Corporation, società rivale della InGen, a cui intende consegnare gli embrioni congelati tramite un uomo che opera al molo. Tuttavia, per colpa del temporale, l'agente sbaglia strada e nel cercare di ritrovare la via, viene accecato e sbranato da un dilofosauro.
Il Tyrannosaurus rex, così come molti altri dinosauri, evade dal proprio recinto, e assale il fuoristrada di Tim e Lex lasciati soli da Ed Regis fuggito via per il terrore: la bambina riesce a uscire dall'auto prima che l'automobile venga scagliata contro un albero nel recinto. Il dinosauro rivolge poi la propria furia predatrice ai danni del fuoristrada di Alan Grant e Ian Malcolm: il matematico viene colpito dal dinosauro mentre Grant viene scalciato nel recinto. Nel frattempo Tim riesce a scendere dall'auto e a recuperare Lex per poi riunirsi con Grant giusto in tempo per assistere alla brutale uccisione di Ed Regis da parte del giovane tirannosauro.
Appena tornato al Centro Visitatori insieme a Sattler e Harding, Donald Gennaro si unisce a Robert Muldoon nella ricerca di Grant e dei nipoti di Hammond, senza successo. L'avvocato e il guardiacaccia trovano la gamba di Regis, i rottami delle due auto e Ian Malcom con una gamba e una caviglia rotta. I due intuiscono che i visitatori sono ancora vivi e che sono andati alla ricerca di un posto più sicuro dove nascondersi. Infatti Grant e i bambini riescono a scavalcare il recinto del tirannosauro rimanendo però intrappolati nel fossato che divideva il recinto da quello dei Sauropodi. Dopo esserne usciti i tre si recano in un deposito di fieno.
Mentre John Arnold e Henry Wu lottano disperatamente per riattivare il sistema, Sattler si prende cura di Ian Malcolm, il quale è stato gravemente ferito dal Tyrannosaurus rex. Arnold riesce a ridare corrente al sistema, ma le comunicazioni non sono ancora possibili da ripristinare, così come i sensori di movimento. Grant e i bambini, all'alba del giorno dopo, lasciano il deposito di fieno che ha fatto loro da riparo, e raggiungono il sensore di movimento più vicino, ma si rendono conto che non funziona. Nell'estremo tentativo di riattivare l'intero sistema, Arnold toglie la corrente a tutto, liberando i velociraptor, e la riaccende dopo trenta secondi. Questa è infatti una misura estrema, mai sperimentata prima. Sul momento pare che tutto sia tornato finalmente a posto.
Grant, Tim e Lex raggiungono uno stabile in cui trovano un gommone con remi, e iniziano a navigare il fiume, attraversando le rischiose zone abitate dai velociraptor, e in seguito vedendosela col Tyrannosaurus rex, che li insegue per un breve tratto di strada, finché il piccolo non lo costringe a tornare indietro e lottare per riprendersi il controllo di una preda che stava mangiando prima di dare la caccia agli uomini in fuga sul canotto.

### Quinta iterazione
(Ian Malcolm)
Le condizioni di salute di Ian Malcolm continuano ad aggravarsi, tanto che Ellie Sattler sostiene che, senza un immediato intervento, il matematico rischia seriamente la vita.
Dopo essere sfuggiti per l'ennesima volta al Tyrannosaurus rex, Grant, Tim e Lex raggiungono un deposito della InGen in cui vengono assaliti da un piccolo velociraptor. Grant riesce ad addormentarlo con un anestetico e lo carica sul retro di un'automobile che rinviene con la quale intende raggiungere il Centro Visitatori, dove nel frattempo John Arnold deve fare i conti con la corrente che manca una seconda volta.
Robert Muldoon e Donald Gennaro si offrono di scortarlo sino al centro di controllo, dove tenterà di riabilitare definitivamente la corrente, ma l'ingegnere informatico viene atterrato e sbranato da un velociraptor, dopo che un branco aveva diviso l'avvocato e il guardiacaccia.

### Sesta iterazione
(Ian Malcolm)
Grant, guidato dal dottor Wu, riattiva la corrente elettrica, e in seguito ripara manualmente alcuni sistemi, mentre Sattler attira l'attenzione dei velociraptor in modo da garantirgli una certa sicurezza.
Mentre il paleontologo ritrova Gennaro, miracolosamente vivo dopo uno scontro con i velociraptor, Tim e Lex vengono a loro volta inseguiti dai temibili carnivori, dai quali però riescono a scappare mentre Wu viene divorato da un raptor saltato giù dal tetto della struttura in cui si trovavano.
Insieme a Grant, che uccide alcuni velociraptor facendo loro mangiare uova avvelenate, Tim, esperto di computer, riesce a ripristinare del tutto il sistema informatico, così come l'elettricità.

### Settima iterazione
(Ian Malcolm)
Sebbene il controllo sui sistemi sia stato ripreso, i dinosauri ormai si sono mischiati tra loro, e a modo loro hanno trovato un vero equilibrio giurassico.
Alan Grant, Ellie Sattler e Donald Gennaro raggiungono una colonia di velociraptor, dove contano le ultime nidiate, e scoprono che i dinosauri si preparano a migrare come uccelli.
Nel frattempo John Hammond, uscito all'esterno dell'edificio, ode il ruggito del Tyrannosaurus rex. In realtà è uno scherzo compiuto tramite l'altoparlante dal nipote Timothy, ma il vecchio imprenditore cade dalla collina e, ferito a una gamba, viene avvelenato e poi lentamente divorato da un branco di piccoli dinosauri spazzini. Ian Malcolm, intanto, sta vivendo i suoi ultimi istanti di vita. Salvati miracolosamente dall'esercito della Costa Rica, Grant, Sattler, Gennaro, Muldoon, Harding, i due bambini e il personale rimasto vengono riportati a San José, dove vengono temporaneamente trattenuti per essere interrogati circa i presunti avvistamenti di nuovi velociraptor sulla terraferma. 
Isla Nublar viene bombardata dall'alto con il napalm, allo scopo di cancellarne ogni forma di vita.

## Personaggi
- Alan Grant
- Ellie Sattler
- Ian Malcolm
- John Hammond
- Robert Muldoon
- Ray Arnold
- Timothy Murphy
- Alexis Murphy
- Donald Gennaro
- Dennis Nedry
- Lewis Dodgson
- Henry Wu
- Gerry Harding
- Edward Regis
- Cristhina Bowman
- Mike Bowman
- Ellen Bowman
- Martin Gutierrez
- Dottor Cruz
- Roberta "Bobbie" Carter
- Manuel Aragon
- Daniel Ross

### Dinosauri nel racconto
- Apatosaurus (in alcune versioni Camarasaurus)
- Cearadactylus
- Dilophosaurus
- Euoplocephalus
- Hadrosaurus
- Hypsilophodon
- Maiasaura
- Meganeura
- Microceratus (in alcune versioni Callovosaurus)
- Othnielia
- Procompsognathus
- Styracosaurus
- Stegosaurus
- Triceratops
- Tyrannosaurus
- Velociraptor

## Differenze, citazioni e analogie con il film
- La forma a goccia rovesciata di Isla Nublar è quasi identica a quella della pellicola. Tuttavia, nel film, l'isola risulta essere molto più grande rispetto a come descritta da Crichton.
- La scena iniziale del film diretto da Spielberg in cui un operaio viene ucciso dal Velociraptor nel romanzo viene saltata. Si può però ricollegare a uno dei paragrafi iniziali del romanzo: Il morso del Raptor, che ne descrive un ipotetico seguito.
- Un altro dei paragrafi iniziali del romanzo narra di una famiglia in vacanza in Costa Rica, la cui bambina viene ferita dai Procompsognathus triassicus. Tale sequenza è assente nel film, ma è stata inserita all'inizio del suo sequel Il mondo perduto - Jurassic Park.
- A differenza del film, nel romanzo i dinosauri trovano un modo per raggiungere la Costa Rica. Questo spiega le scene in cui i dinosauri vengono avvistati sulle coste dello Stato centroamericano.
- Quando Alan Grant ed Ellie Sattler ammirano il loro primo dinosauro, nel romanzo si tratta di un Apatosauro. Nel film viene sostituito con il Brachiosauro.
- La descrizione di alcuni personaggi nel romanzo è completamente differente rispetto al film: Alan Grant è un uomo più barbuto rispetto al personaggio interpretato da Sam Neill, Ian Malcolm è fisicamente più snello e più giovane rispetto a quello rappresentato da Jeff Goldblum, e persino Lex e Tim, i nipoti di Hammond, vengono scambiati. Nel romanzo infatti Tim è il fratello maggiore con Lex che viene descritta come una bambina undicenne.
- John Hammond è un personaggio molto più negativo nel romanzo rispetto al film. A differenza dell'amorevole nonno che si vede nella pellicola (interpretato da Richard Attenborough), nel libro appare come il classico miliardario avido e superbo.
- I personaggi di Robert Muldoon (guardacaccia del parco) e Donald Gennaro (avvocato rappresentante i finanziatori del Jurassic Park) nel film trovano entrambi la morte. Nel romanzo invece i due riescono a sopravvivere.
- Nelle pagine finali del libro sembra che Ian Malcolm sia deceduto. Nel seguito Il mondo perduto scopriamo come sia sopravvissuto agli eventi del primo romanzo. Nel film Malcolm rimane ferito ma sopravvive e appare come protagonista del sequel sempre diretto da Spielberg.
- Il personaggio di Henry Wu, scienziato genetista responsabile della creazione dei dinosauri del parco, muore all'interno del romanzo sbranato dai Velociraptor. Nel film invece appare brevemente solo per alcune scene, per poi abbandonare l'isola tramite il battello prima dell'incidente causato da Dennis Nedry per tornare sul continente; riappare nei sequel Jurassic World, Jurassic World - Il regno distrutto e Jurassic World - Il dominio, in cui è un antagonista secondario responsabile della creazione dell'Indominus Rex, dell'Indoraptor e delle locuste preistoriche, antagonisti primari delle pellicole sopraccitate.
- Il sabotaggio di Nedry per rubare gli embrioni di dinosauro nel libro ha un'altra motivazione; mentre nella pellicola il tecnico è spinto dall'avidità, il libro spiega che Hammond lo costrinse illegalmente, tramite ricatti e diffamazioni verso altre aziende per le quali Nedry voleva lavorare, a programmare ulteriori programmi di software molto complicati per il sistema di sicurezza del parco, senza alcun compenso straordinario, facendo maturare così in lui un desiderio di vendetta ed odio verso il vecchio miliardario.
- Alcune delle scene più famose del film, come la morte di Dennis Nedry e l'attacco del Tirannosauro alle due Land Cruiser, assumono in forma scritta un tono molto più cupo e orripilante. Nel film invece vengono trattate in maniera più leggera.
- Nella scena della morte di Nedry, Crichton descrive il Dilophosaurus wetherilli in maniera totalmente diversa rispetto al film. Se quello del film risulta essere piccolo, con pelle bluastra e il famoso collare attorno al collo, nel romanzo appare di maggiori dimensioni, alto tre metri, la pelle di colore giallognolo con macchie nere e le due creste sulla testa di colore rosso.
- Il Tirannosauro descritto da Micheal Crichton non è marrone come quello del film, ma marrone rossastro.
- Il personaggio di Ed Regis, molto presente all'interno del libro di Crichton, è invece del tutto assente nella trasposizione cinematografica, dove la sua morte per mano del Tirannosauro viene invece subita da Gennaro.
- Il dottor Harding, presente brevemente nelle sequenze del film, risulta essere un personaggio più importante all'interno del romanzo. È lui a curare Malcolm dopo che è stato ferito dal Tirannosauro.
- Nella scena in cui Ellie Sattler scende dall'auto per avvicinarsi ad un dinosauro malato, nel romanzo tale animale si tratta di uno Stegosauro, nel film viene sostituito dal Triceratopo.
- All'interno del romanzo è presente un paragrafo intitolato La voliera. Nel film tale scena è stata definitivamente tagliata, ma le pagine del libro di Crichton sono state di ispirazione per gli sceneggiatori di Jurassic Park III, nel quale c'è una lunga sequenza ambientata all'interno della voliera di Isla Sorna, sostituendo però il Cearadactylus con un grosso Pteranodonte dalle dimensioni assai superiori, simili ad un Quetzalcoatlus.
- Sempre a differenza del film, nel romanzo c'è una scena ambientata in un torrente con il Tirannosauro impegnato a inseguire i protagonisti in acqua. Tale scena era prevista nella sceneggiatura del film, ma venne tagliata a causa delle numerose difficoltà nella realizzazione. Tuttavia anche questa scena sarà fonte di ispirazione per la sceneggiatura di uno dei sequel, Jurassic World - La rinascita.
- Sul finire del romanzo, John Hammond trova una morte beffarda; dopo essere stato spaventato dal verso del Tirannosauro fatto all'altoparlante da Tim per scherzo, cade a terra ferendosi una gamba e muore sbranato da dei Procompsognathus mentre urla invano chiedendo aiuto. Nel film invece sopravvive e riappare brevemente anche nel sequel.
- Alla fine del libro il Governo della Costa Rica decide di bombardare con il napalm l'intera superficie di Isla Nublar, causando lo sterminio di tutti gli animali presenti. Nella saga cinematografica invece Isla Nublar rimane intaccata finché l'imprenditore Simon Masrani non decide di provare a far rivivere il parco cambiandone il nome in Jurassic World.
- Nella pagine finali del romanzo scopriamo come Grant, Harding, Tim, Lex, Ellie, Gennaro e Muldoon vengono trattenuti dal Governo della Costa Rica e interrogati sull'incidente del Jurassic Park. Nel film questa parte non è presente.
- Nel film, la maggior parte dei dinosauri del romanzo non sono presenti, o alcuni vengono sostituiti con altri dinosauri non presenti nel romanzo; dei dinosauri presenti nel romanzo appaiono solo il Tirannosauro, il Dilofosauro, i Velociraptor e il Triceratopo.

## Edizioni
- Michael Crichton, Jurassic Park, traduzione di Maria Teresa Marenco e Andrea Pagnes, Narratori moderni, Garzanti, 1990,  p. 488, ISBN 9788811661023.
- Michael Crichton, Jurassic Park, traduzione di Maria Teresa Marenco e Andrea Pagnes, Euroclub, 1991,  p. 422.
- Michael Crichton, Jurassic Park, traduzione di Maria Teresa Marenco e Andrea Pagnes, collana Gli elefanti. Narrativa, Garzanti, 1995,  p. 488, ISBN 9788811667438.
- Michael Crichton, Jurassic Park, traduzione di Maria Teresa Marenco e Andrea Pagnes, collana Gli elefanti. Thriller, Garzanti, 2006,  p. 479, ISBN 9788811678694.
- Michael Crichton, Jurassic Park, traduzione di Maria Teresa Marenco e Andrea Pagnes, Super Elefanti bestseller, Garzanti, 18 giugno 2015,  p. 479, ISBN 9788811684718.
- Michael Crichton, Jurassic Park, traduzione di Maria Teresa Marenco e Andrea Pagnes, Elefanti bestseller, Garzanti, 29 marzo 2018,  p. 492, ISBN 978-8811602279.